# Kuprino (stacja kolejowa)
Kuprino (ros. Куприно) – stacja kolejowa w miejscowości Nowoje Kuprino, w rejonie smoleńskim, w obwodzie smoleńskim, w Rosji. Leży na linii Smoleńsk - Witebsk. Na tej stacji kończy się biegnąca od Smoleńska linia dwutorowa. W stronę granicy z Białorusią linia jest jednotorowa.
Stacja powstała w XIX w. na drodze żelaznej orłowsko-witebskiej pomiędzy stacjami Gołynki a Smoleńsk.